# Eriksbergs stränder
Eriksbergs stränder är ett naturreservat i Åryds socken i Karlshamns kommun i Blekinge.
Reservatet bildades 1976 och omfattar 411 hektar varav 128 land. Det är beläget öster om Karlshamn och utgörs av en kustremsa i skärgårdslandskapet utmed den stora Eriksbergshalvön med Eriksbergs naturreservat, östra delen av Dragsö i Maraviken, mindre öar och skär samt omgivande hav.

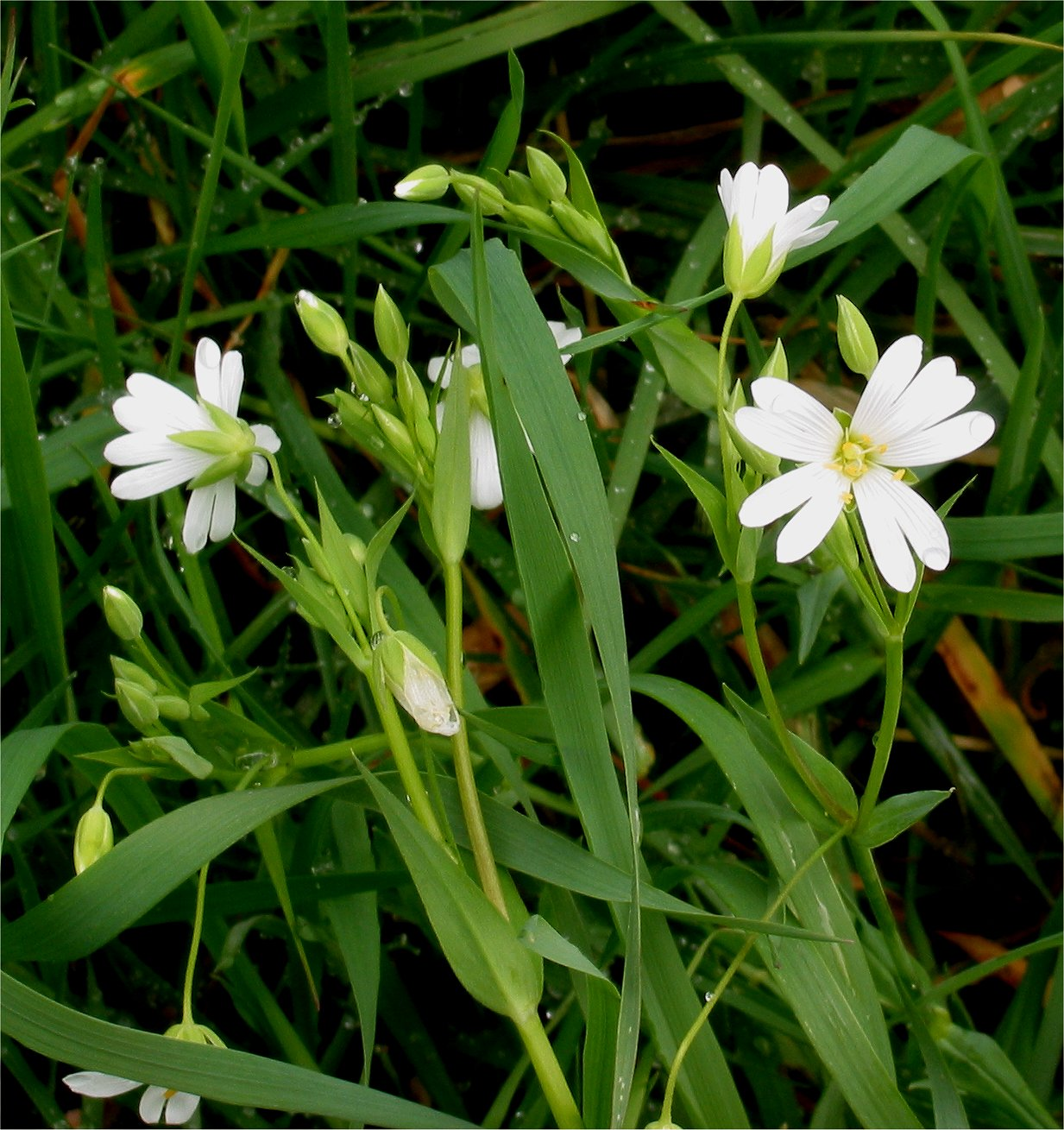
Buskstjärnblomma

I denna kustremsa finns skogar, hedbokskog, hällmarker, klippstränder, öppna gräsmarker och strandängar. Där trivs många fågelarter, både häckande och de på tillfälligt besök. Över 500 arter av skalbaggar har hittats varav de rödlistade arterna ekoxe och bokoxe nämns. I området finns minst 15 arter fladdermöss.
Floran i området är artrikt och varierande. I lövskogarna kan man se buskstjärnblomma och myskmadra. I övrigt finns t.ex. lundslok, tandrot, gul fetknopp, strätta och hampflockel. Rosa lundlav, pälsticka och kantarellmussling är exempel på ovanliga lavar och svampar.
Naturreservatet ingår i EU:s ekologiska nätverk, Natura 2000.